# William Jones (antropòleg)
William Jones, també conegut com a Megasiawa o Black Eagle (Reserva Sauk & Fox, Oklahoma, 1871 - Cayagan, Filipines, 1909) fou un antropòleg estatunidenc d'origen fox i sauk. Era fill del mestís Henry Clay Jones/Bald Eagle i una anglesa, restà orfe a l'any i es crià amb la seva àvia fox Katiqua, filla del cap fox Washi-ho-wa. Va fer de cowboy i es graduà en antropologia a Harvard. El 1900 va obtenir diversos premis pels seus estudis sobre antropologia americana i visità diverses tribus de les planures el 1902-1906. Aleshores va marxar a les Filipines, on va morir en una disputa banal.